# 코틸로린쿠스
코틸로린쿠스(Cotylorhynchus)는 페름기 초기에 북아메리카 대륙 남부에 서식한 커다란 반룡이다. 카세아과에서 가장 큰 동물이었으며, 당대 육상 초식동물 중 가장 거대했다. 초식동물이었으나 최대 6m나 되는 그 덩치 탓에 포식자는 없었던 것으로 생각된다.